# Senna septemtrionalis
Senna septemtrionalis é uma espécie de planta com flor pertencente à família Fabaceae. 
A autoridade científica da espécie é (Viv.) Irwin & Barneby, tendo sido publicada em Memoirs of The New York Botanical Garden 35: 365. 1982.

## Portugal
Trata-se de uma espécie presente no território português, nomeadamente no Arquipélago da Madeira.
Em termos de naturalidade é introduzida na região atrás indicada.

## Protecção
Não se encontra protegida por legislação portuguesa ou da Comunidade Europeia.